# Chiesa di San Pietro (Lipsia)
La chiesa di San Pietro (in tedesco Peterskirche) è una chiesa luterana della città tedesca di Lipsia. Costituisce il più importante esempio di architettura ecclesiastica del XIX secolo della città.

## Storia
La chiesa fu costruita dal 1882 al 1885 su progetto di August Hartel e Constantin Lipsius, in stile neogotico ispirato alle cattedrali francesi.
Fu restaurata a partire dal 1975 sotto la guida di G. Pasch.

## Caratteristiche
Si tratta di una chiesa di grandi dimensioni, con una navata centrale larga 17 metri e alta 25 affiancata da due navatelle laterali e conclusa da un'abside poligonale.
Sul lato settentrionale si erge una torre alta 88 metri.